# It's You (bài hát)
It's You (tiếng Hàn: 너라고) là một đĩa đơn nhạc số của nhóm nhạc nam Hàn Quốc Super Junior. Nó là đĩa đơn quảng bá thứ hai từ album phòng thu thứ ba của nhóm là Sorry, Sorry và được phát hành dưới dạng nhạc số vào ngày 11 tháng 5 năm 2009. Có 3 bài hát mới được thêm vào đĩa đơn này vào ngày 14 tháng 5, cùng ngày ra mắt của phiên repackaged của album Sorry, Sorry.

## Lịch sử
"It's You" được viết và sản xuất bởi E-Tribe, bộ đôi nhạc sĩ nổi tiếng của Hàn Quốc đã tạo ra được nhiều ca khúc đứng đầu các bảng xếp hạng. Sự hợp tác này được xác nhận vào ngày 21 tháng 4 khi nhóm miêu tả bài hát mới là "vừa nhẹ nhàng lại vừa mang xu hướng của nhạc dance" và cũng rất khác so với các bài hát trước đó mà E-Tribe đã viết cho các nghệ sĩ nữ. Bài hát là sự kết hợp giữa hơi hướng của heavy electronic với MIDI, và nó cũng được mong đợi là sẽ thành công như đĩa đơn đầu tiên trong cùng album này là "Sorry, Sorry". Theo lời trưởng nhóm Leeteuk trong clip hậu trường ghi hình MV thì bài hát này suýt nữa đã trở thành bài hát chủ đề cho album thứ ba thay vì "Sorry, Sorry".
"It's you" từng bị dư luận tại Việt Nam cho rằng quá giống với ca khúc "Chuông gió" của nhạc sĩ Võ Thiện Thanh, thể hiện bởi ca sĩ Thu Minh đã được phát hành từ năm 2006. Sau khi được các nhạc sĩ tên tuổi của Hàn Quốc kiểm định thì đúng là hai ca khúc giống nhau đến hơn 70% từ tiết tấu, giai điệu, chất liệu nhạc và cả cách hòa âm phối khí. Trả lời phóng viên về việc này, E-Tribe cho biết bài "It's you" được lấy cảm hứng sau khi ông được một người quen ở Anh cho nghe thử một giai điệu người đó tìm được. Do đó, It's you mang âm hưởng châu Âu chứ không phải châu Á, và càng không phải từ Việt Nam (từ "Việt Nam" được ông nhấn mạnh). Còn về phía Việt Nam, nhạc sĩ Võ Thiện Thanh cũng không đưa ra bất kỳ phản hồi nào.

## Quảng bá và xếp hạng
Vào ngày 9 tháng 5 năm 2009, phiên bản audio đầy đủ của ca khúc "It's You" và một vài cảnh chụp từ music video của nó đã bị rò rỉ trên mạng. Nhưng bất chấp việc bị rò rỉ, đĩa đơn vẫn chính thức được phát hành dưới dạng nhạc số vào ngày 11 tháng 5 năm 2009 và nhanh chóng đứng thứ nhất trên Cyworld chỉ sau 4 tiếng phát hành. Hai ngày sau đó, đĩa đơn đã lọt vào top 5 của Mnet's Top 300 Chart, đứng ở vị trí thứ 4. Buổi trình diễn quảng bá đầu tiên của "It's You" là vào ngày 17 tháng 5 năm 2009 tại chương trình Inkigayo của đài SBS. Vào ngày 22 tháng 5, "It's You" được biểu diễn ở Music Bank lần đầu tiên, và cũng đồng thời giành được vị trí thứ nhất tại bảng xếp hạng tuần K-chart của Music Bank cùng ngày hôm đó. Một tuần sau, ca khúc cũng giành vị trí thứ nhất tại Mutizen song - Take 7 của Inkigayo. Đĩa đơn cũng đứng ở vị trí thứ nhất tại kênh Channel V Countdown Asia Chart của Thái Lan trong 3 tuần liên tiếp. Vào ngày 7 tháng 10 năm 2009, trong bảng xếp hạng hàng ngày MYX của Philippines, ca khúc này đã đứng ở vị trí thứ nhất chỉ với 0.53% chênh lệch so với ca khúc đứng thứ hai là "You Belong With Me" của Taylor Swift. Trong khi đó, tại bảng xếp hạng MYX quốc tế, "It's You" đã đạt đến vị trí thứ 2 - thành tích cao nhất của nhóm tại MYX, sau thành tích của đĩa đơn trước đó "Sorry, Sorry" là vị trí thứ 6. Nó cũng là video đứng ở vị trí thứ 12 tại bảng bình chọn ca khúc cuối năm tại MYX quốc tế, và đứng thứ 19 ở bảng xếp hạng video được bình chọn nhiều nhất của năm tại MYX's hit year-end countdown năm 2009 (và là ca khúc K-pop thứ 3, theo sau "Fire" của 2NE1 và "Nobody" của Wonder Girls).
Ca khúc đã đứng thứ 11 tại Hit Fm Annual Top 100 Singles Chart của Hit Fm Taiwan cho năm 2009.

## Music video

Eunhyuk đang vẽ graffiti bằng bình phun sơn lên tường

Music video được đạo diễn bởi Cho Soo-Hyun và được ghi hình tại studio ở Ilsan, Gyeonggi-do, Hàn Quốc vào cuối tháng 4 năm 2009. Nó đã xuất hiện lần đầu tiên là vào tối ngày 12 tháng 5 năm 2009 trên Cyworld và đã nhận được sự đón nhận khá tích cực. MV lúc đầu đã được lên kế hoạch phát hành vào cùng ngày ra mắt với album repackaged (tức ngày 14 tháng 5), nhưng do phiên bản đầy đủ đã bị rò rỉ trên mạng từ sáng ngày 12 tháng 5, nên SM Entertainment đã quyết định tung ra luôn phiên bản chính thức vào lúc 7 giờ tối cùng ngày (trước đó thì phiên bản audio của ca khúc cũng đã bị rò rỉ từ ngày 9 tháng 5). Có một chút khác biệt giữa hai phiên bản. Trong phiên bản bị rò rỉ trước, có nhiều cảnh mà Han Geng thì thầm cụm từ "Chính là em" (너라고/Neorago, hay "It's you") bằng tiếng Hàn hơn, và trong phiên bản chính thức thì những cảnh đó được thay bằng cảnh các thành viên Super Junior cùng tập hợp một chỗ và ngồi trên ghế. Ngoài ra, có nhiều cảnh được quay ở những góc độ khác nhau, và có thêm nhiều hiệu ứng đặc biệt ở những phân cảnh nhảy của phiên bản chính thức. Phiên bản của MV này trên kênh youtube chính thức (cũ) của SM Entertainment là sment hiện nay đã đạt khoảng gần 14 triệu lượt xem.
Phiên bản thứ hai của MV, được gọi là phiên bản phim truyện (drama version) đã cắt hết các cảnh nhảy, chỉ còn cảnh diễn tình huống của các thành viên, được phát hành ngày 15 tháng 5 năm 2009. Phiên bản này được ghi hình tại Làng tiếng Anh thuộc tỉnh Gyeonggi, Hàn Quốc, là nơi mà nhóm đã từng quay MV "U" và "Happiness". Trong hơn 3 phút của bài hát, các thành viên sẽ di chuyển đi qua nhau và thể hiện những câu chuyện tình của riêng mình cùng với câu hát và không hề có sự cắt cảnh nào suốt cả MV. Để làm được điều đó, cả nhóm đã phải quay đi quay lại rất nhiều lần và chỉ cần một người mắc lỗi thì cả nhóm sẽ phải ghi hình lại từ đầu (điều này đã được các thành viên chia sẻ trong phiên bản hậu trường ghi hình cho MV). MV mở đầu bằng cảnh một cô gái trả lại chiếc nhẫn cho Kibum. Tiếng trái tim đập mở đầu bài hát bắt đầu vang lên khi Kibum đau khổ bước đi với chiếc nhẫn trên tay. Kibum đi qua Han Geng, người đang thẫn thờ nhìn vào chiếc điện thoại trên tay mình và thì thầm "Chính là em, chính là em, với anh chỉ có mình em, chính là em" bằng tiếng Hàn và bước đi. Sau đó các thành viên sẽ lần lượt đi qua nhau khi đến câu hát của mình và thể hiện những câu chuyện riêng của mỗi người: Donghae đi qua Hangeng, rồi lần lượt là sự xuất hiện của Kyuhyun, Yesung, Leeteuk, Siwon, Ryeowook, Kangin. Kyuhyun lại xuất hiện một lần nữa tại phần cuối của điệp khúc trước khi cảnh chuyển sang Eunhyuk, người đang vẽ graffiti lên tường bằng bình phun sơn và lặp đi lặp lại câu hát "Only 4 U". Đến lời 2 của bài hát, vẫn nối tiếp với những cảnh trước đó, Kangin đi vào tiệm cà phê và đi qua Sungmin. Shindong thì đi ra khỏi tiệm cà phê đó, đi qua Ryeowook. Sau đó các thành viên lại tiếp tục xuất hiện một cách liền mạch như vậy. Đến phân đoạn cuối của bài hát, Heechul xuất hiện giữa đường phố, ngồi trên chiếc xe mô tô của mình và cởi bỏ mũ bảo hiểm, lặp lại câu hát "chính là em, chính là em". Các thành viên Super Junior cũng đã hoặc đang di chuyển về cùng một chỗ phía sau Heechul, hoàn thành phần kết của bài.
Phiên bản thứ 3, là phiên bản chỉ có những cảnh nhảy (dance version), các thành viên Super Junior trong những bộ trang phục như những sinh viên của thập niên trước, nhảy trong một khung cảnh gần như tối hoàn toàn - ánh sáng chỉ tập trung rọi sáng các thành viên.
"It's you" là MV cuối cùng của Super Junior có sự tham gia đầy đủ của cả 13 thành viên, theo sau "U", "Don't Don", "Marry U", và "Sorry, Sorry".

## Danh sách bài hát

### Đĩa đơn nhạc số
1. "너라고 (It's You)" – 3:51
2. 그녀는 위험해 (She Wants It) "She's Dangerous (She Wants It)" – 3:55
3. 사랑이 죽는 병 (Love Disease) "Dying Love (Love Disease)" – 3:30
4. 첫번째 이야기 (Love U More) "The First Story (Love U More)" – 3:08

## Giải thưởng
| Quốc gia    | Thời gian           | Tên giải                            | Thứ hạng |
| ----------- | ------------------- | ----------------------------------- | -------- |
| Hàn Quốc    | 22 tháng 5 năm 2009 | KBS Music Bank K-chart              | 1        |
| Hàn Quốc    | 7 tháng 6 năm 2009  | SBS Inkigayo Take 7                 | 1        |
| Hàn Quốc    | 13 tháng 5 năm 2009 | Mnet's Top 300 Chart                | 4        |
| Thái Lan    | 3 tuần              | Channel V Countdown Asia Chart      | 1        |
| Philippines | 7 tháng 10 năm 2009 | MYX Philippines, BXH ngày           | 1        |
| Đài Loan    | 2009                | Hit Fm Annual Top 100 Singles Chart | 11       |